# Insenatura di Barne
L'insenatura di Barne è un'insenatura ricoperta di ghiaccio, lunga circa 60 km e larga 40, situata sulla costa di Hillary, nella quale si insinua in direzione ovest-sud-ovest, nella parte sud-occidentale della Dipendenza di Ross, in Antartide. L'insenatura, la cui bocca si estende da capo Kerr, a nord, a capo Selborne, a sud, è completamente ricoperta dalla parte terminale del flusso del ghiacciaio Byrd, il quale la percorre per poi unirsi alla barriera di Ross.

## Storia
L'insenatura di Barne fu scoperta durante la spedizione Discovery, condotta negli anni 1901-04 dal capitano Robert Falcon Scott, e così battezzata in onore del tenente Michael Barne, della marina militare britannica, un membro della spedizione che, assieme al sottotenente George Mulock, mappò questo tratto di costa nel 1903.